# Mécanismes pour une entente
Mécanismes pour une entente est un projet artistique collectif international expérimental et interdisciplinaire qui s'est déroulé de 2012 à 2014 en France, en Pologne, en Slovaquie, en Roumanie et Hongrie.

## Origine
Ce projet est inspiré par les aléas de l’histoire politique de l’Europe centrale et orientale de la disparition de l’empire austro-hongrois à nos jours. Il part de la ligne de train « Silesia Cracovia Karpaty » créée initialement dans le cadre de la « Petite Entente », reliant Varsovie à Bucarest via Cracovie, Košice et Cluj. Cette ligne qui a connu divers avatars en fonction des guerres et des changements d'alliance a été coupée pour la dernière fois en 2010 à la suite de l'effondrement d'un pont sur le petit cours d'eau proche de la frontière entre la Pologne et la Slovaquie, à Muszyna. Les concepteurs du projet ont souhaité poser des ponts entre des artistes de diverses disciplines (photographes, vidéaste, performeurs, peintres, sculpteur, architecte, poète, etc.) des chercheurs (sociologues, philosophes, historiens), des commissaires d'exposition, des critiques et chroniqueurs ou journalistes de chacun des pays impliqués : France, Pologne, Slovaquie, Roumanie, Hongrie.

## Objectifs
Ce projet a permis d'organiser des résidences de trois semaines à deux mois pour des créateurs et enseignants-chercheurs - et des séjours pour étudiants bénéficiant de bourses - vivant dans les cinq pays cités à Cracovie (ateliers ouverts à l'Académie des beaux-arts de Cracovie et au Małopolski Ogród Sztuki w Krakowie (pl)) durant les dix premiers mois, puis sur le trajet du train durant l'été 2013, débouchant sur la production d’une œuvre collective, afin de promouvoir une réflexion esthétique, philosophique et politique sur le devenir des peuples d’Europe centrale en relation à l’idée d’Union européenne.
Un cycle de rencontres autour de films à thématique ferroviaire (« films de gare » et « films de train ») des cinq pays a été présenté par le critique Mathieu Lericq à Cracovie et Budapest sous le titre Kino_Wagon.
Au milieu du parcours en train effectué en groupe pour relier les différentes villes du projet avec des événements à chaque étape, un regroupement/atelier des participants a été organisé en juillet-août 2013 à Plaveč (localité slovaque limitrophe de la Pologne) et plusieurs expositions ont ensuite été présentées dans chaque ville partenaire de l'automne 2013 au printemps 2014, en présence d'une partie des artistes, écrivains, critique, enseignants et étudiants ayant participé.
Un film de 54 min a été réalisé par le vidéaste et documentariste Seydou Grépinet : « À la frontière du rail ».

## Organisation et partenaires
Le projet a été coordonné par Marta Jonville et Tomas Matauko (de l'association bordelaise PointBarre) qui ont conçu le projet à Bordeaux et étaient basés durant celui-ci à Cracovie, bénéficiant notamment du soutien des villes jumelées entre elles de Bordeaux, Cracovie et Košice.
Outre l'École des beaux-arts de Bordeaux et l'Académie des beaux-arts de Cracovie, ont été co-organisateurs Tabačka Kulturfabrik à Košice et Bakelit Multi Art Center à Budapest (membres de Trans Europe Halles.
Parmi les autres partenaires, on peut relever l'Institut français de Cracovie, le Małopolski Ogród Sztuki w Krakowie (pl), les Instituts français de Pologne, de Budapest et Bucarest, l'Alliance française de Košice ainsi que de diverses autres institutions à Bucarest, Cluj, Budapest, Košice et Plaveč.
Il a bénéficié de financements attribués par la Commission européenne (premier contributeur), le Conseil régional d'Aquitaine, la Fondation European Cultural Foundation, l'Institut français, la Mairie de Bordeaux, le Conseil général de la Gironde, l'Institut Adam Mickiewicz, le ministère de la culture de la république slovaque. Le projet a bénéficié à titre complémentaire d'un financement participatif.

## Participants
(Liste partielle)

Damien Airault, Guillaume du Boisbaudry, Thomas Desmaison, Charlie Devier, Agata Dutkowska, Roman Dziadkiewicz (pl), Hortense Gauthier, Seydou Grépinet, Łukasz Jastrubczak, Judit Kurtág, Mathieu Lericq, László Milutinovits, Simon Quéheillard, Claire Renier, Juliana Sokolová, Jan Sowa, András Tábori & Tamás Budha, Jakub Taczanowski, Agathe Tournier, Valérie de Saint-Do, Kuba Woynarowski, etc.